# Utgivarna
Utgivarna är en intresseorganisation för svenska publicister. I Utgivarna samverkar de medier som värnar yttrandefriheten och slår vakt om den oberoende journalistiken. Medlemmar är Tidningsutgivarna (TU - Medier i Sverige), Sveriges Tidskrifter, Sveriges Television, Sveriges Radio, Utbildningsradion och TV4-gruppen.
Syftet med Utgivarna var att gemensamt skapa ett medieetiskt system som skulle omfatta tidningar, tidskrifter, radio och tv. 2020 infördes systemet med Allmänhetens medieombudsman.
Utgivarna bildades 2012 och var ett initiativ som TU:s förre ordförande Tomas Brunegård, tidigare koncernchef för lokaltidningskoncernen Stampen, tog tillsammans med Ove Joanson som var vd för Sveriges Radio samt ordförande för Förvaltningsstiftelsen som äger public service-bolagen.

## Ledning
Jeanette Gustafsdotter  dåvarande vd på Tidningsutgivarna utsågs till organisationens första vd, och hon efterträddes av Per-Anders Broberg som varit biträdande chefredaktör för Expressen. Broberg efterträddes av Nils Funcke som i sin tur efterträddes av Patrik Hadenius. Hadenius efterträddes av Anna Körnung. 2020 utsågs Robert Olsson, tidigare programdirektör för Sveriges Television, till ny vd för Utgivarna från den 1 mars 2021. Olsson efterträddes år 2023 av Åsa Rydgren. Stefan Eklund, tidigare chefredaktör för Borås tidning, blev vd 15 oktober 2024.
Utgivarnas första styrelseordförande var Ove Joanson  och han efterträddes av Erik Fichtelius. Sedan följde Sofia Wadensjö Karén. Därefter Viveka Hansson, följd av Anna Körnung. 2020 utsågs till ordförande för Utgivarna Thomas Mattsson, tidigare chefredaktör för Expressen och sedan Senior Advisor på Bonnier News samt tf vd för Tidningsutgivarna. Mattsson var med i Utgivarnas styrelse redan vid bildandet 2012. 2023 efterträddes han av Anne Lagercrantz, som 2025 efterträddes av James Savage.

## Verksamhet
Enligt föreningens hemsida:
- Utgivarna vill stärka det unika svenska systemet med en ansvarig utgivare som har ensamt ansvar för all publicering. Genom detta system skapas grunden för orädd och samtidigt ansvarsfull journalistik.
- Utgivarna vill stärka den svenska tryck- och yttrandefriheten genom att kritiskt granska alla inhemska och internationella förändringsförslag, och agera mot varje förslag som riskerar att inskränka svenska mediers frihet.
- Utgivarna vill stärka meddelarskyddet och offentlighetsprincipen.
- Utgivarna vill stärka respekten för upphovsrätten.
- Utgivarna vill stärka allmänhetens möjlighet till oberoende prövning av publicitet i alla medier oavsett publiceringsplattform.

2024 utfärdade organisationen rekommendationer kring användning av artificiell intelligens inom journalistiken:
Principiella rekommendationer
1. AI med en betydande inverkan på journalistiken kräver transparens.
2. Övriga AI-arbetsverktyg behöver ej informeras om.
3. AI-transparens måste ses som ett iterativt tema.

Praktiska rekommendationer
1. Var specifik med vilken form av AI-verktyg som tillämpats.
2. Dela information i anslutning till konsumerat innehåll.
3. Harmonisera branschens språkbruk kring generativ AI.
4. Undvik visuell märkning av AI i redaktionella medier.

Utgivarna beskrev det som "Ett världsunikt initiativ som samlar hela mediebranschen i Sverige".